# پل-ژرژ ان‌تپ
پل-ژرژ ان‌تپ دو مادیبا (فرانسوی: Paul-Georges Ntep de Madiba‎؛ زادهٔ ۲۹ ژوئیهٔ ۱۹۹۲) بازیکن فوتبال اهل کامرون است که در پست هافبک و مهاجم بازی می‌کند.
از باشگاه‌هایی که در آن بازی کرده‌است می‌توان به اوسر، رن، وولفسبورگ و سن-اتین اشاره کرد.
وی همچنین در تیم‌های ملی فوتبال فرانسه و کامرون بازی کرده‌است.